# ایمکات
ایمکات (به آلمانی: Immekath) یک منطقهٔ مسکونی در آلمان است که در کلوتزه واقع شده‌است.
 ایمکات  ۶۱۸ نفر جمعیت دارد.